# Danske Turist Attraktioner
 For alternative betydninger, se Danske turistattraktioner.
Danske Turist Attraktioner, forkortet DTA var en dansk brancheorganisation for turisme i Danmark, der bestod af repræsentanter fra Foreningen af Specialmuseer i Danmark, Foreningen af Danske Akvarier og Zoologiske Anlæg, Foreningen af Danske Turistchefer, Organisationen Danske Museer, Fyntour (på vegne af de regionale turismeudviklingsselskaber), Foreningen af Forlystelsesparker i Danmark, HORESTA, Jyllands Attraktioner, Øernes Attraktioner og VisitDenmark.
Organisationen blev nedlagt i 2011. Efterfølgende organiserede flere attraktioner sig i mindre regionale eller branchespecifikke grupper som Destination Fyn, Kulturklubben (en række attraktioner i København) og De Danske Zoologiske Haver.

## Stjerner
I 2005 begyndte Danske Turist Attraktioner at tildele stjerner til danske turistattraktioner med det formål, at gøre det nemt og overskueligt for turister i Danmark at vurdere turistattraktioner inden for tre områder; oplevelser, faciliteter og services. Det var den første af sin art i verden.
Der kunne gives i alt fem stjerner, og turistattraktioner fik point efter en række forskellige kriterier. De kunne maksimalt få 100 point, og 95 point var krævet for at få fem stjerner, Kvalitetsmærket var blevet udviklet og afprøvet i løbet årene inden med hjælp fra en række turistattraktioner og museumsorganisationer samt Dansk Standard.
Værdien af stjernerne blev beskrevet som:
- 5 stjerner: "En helstøbt attraktion på internationalt niveau"[1]
- 4 stjerner: "En helstøbt attraktion af meget høj værdi på nationalt niveau"[7][8]
- 3 stjerner: "En attraktion af meget høj værdi på regionalt niveau"[9]

Vurderingsordeningen var frivillig, og attraktionerne skulle selv tilmelde sig. I 2006 havde 107 attraktioner tilmeldt sig
I 2005 var Tivoli og Legoland de eneste to attraktioner, der fik fem stjerner, men i alt 29 attraktioner blev besøgt og vurderet. Organisationen genbesøgte attraktioner hvertandet år, og i 2007 var der ni attraktioner, som fik fem stjerner.
I 2009 modtog i alt 13 attraktioner topkarakteren fem stjerner, hvilket var fordelt på to kulturelle attraktioner, tre dyreparker, fire museer og fire forlystelsersparker.
| Turistattraktion                                    | Antal stjerner | Tildelt i år |
| --------------------------------------------------- | -------------- | ------------ |
| ARoS                                                | 5              | 2009         |
| Den Gamle By                                        | 5              | 2009         |
| Det Nationalhistoriske Museum på Frederiksborg Slot | 5              | 2009         |
| Djurs Sommerland                                    | 5              | 2009         |
| Egeskov Slot                                        | 5              | 2009         |
| Experimentarium                                     | 5              | 2009         |
| Fårup Sommerland                                    | 5              | 2009         |
| Givskud Zoo                                         | 5              | 2009         |
| København Zoo                                       | 5              | 2009         |
| Legoland                                            | 5              | 2009         |
| Odense Zoo                                          | 5              | 2009         |
| Statens Museum for Kunst                            | 5              | 2009         |
| Tivoli                                              | 5              | 2009         |
| Vikingeskibsmuseet                                  | 5              | 2009         |
| Middelaldercentret                                  | 4              | 2009         |
| Sommerland Sjælland                                 | 3              | 2009         |
| Amagermuseet                                        | 4              | 2007         |
| AQUA Akvarium og Dyrepark                           | 4              | 2007         |
| Arbejdermuseet                                      | 4              | 2007         |
| BonBon-Land                                         | 4              | 2007         |
| Bornholms Kunstmuseum                               | 4              | 2007         |
| Danfoss Universe                                    | 4              | 2007         |
| Danmarks Jernbanemuseum                             | 4              | 2007         |
| Dansk Landbrugsmuseum                               | 4              | 2007         |
| Elmuseet                                            | 4              | 2007         |
| Fiskeri- og Søfartsmuseet                           | 4              | 2007         |
| Fjord&Bælt                                          | 4              | 2007         |
| Fjord og Kystcentret                                | 4              | 2007         |
| Fregatten Jylland                                   | 4              | 2007         |
| Hjerl Hede                                          | 4              | 2007         |
| Jesperhus                                           | 4              | 2007         |
| Kattegatcentret                                     | 4              | 2007         |
| Kunstindustrimuseet                                 | 4              | 2007         |
| Knuthenborg Safaripark                              | 4              | 2007         |
| Kvindemuseet                                        | 4              | 2007         |
| Lejre Forsøgscenter                                 | 4              | 2007         |
| Museet på Koldinghus                                | 4              | 2007         |
| Naturama                                            | 4              | 2007         |
| NaturBornholm                                       | 4              | 2007         |
| Nordjyllands Kunstmuseum                            | 4              | 2007         |
| Nordsømuseet                                        | 4              | 2007         |
| Post & Tele Museum                                  | 4              | 2007         |
| Randers Regnskov                                    | 4              | 2007         |
| Ree Park - Ebeltoft Safari                          | 4              | 2007         |
| Ribe Vikingecenter                                  | 4              | 2007         |
| Skagens Museum                                      | 4              | 2007         |
| Skandinavisk Dyrepark                               | 4              | 2007         |
| Planetarium                                         | 4              | 2007         |
| Valdemar Slot                                       | 4              | 2007         |
| Aalborg Zoo                                         | 4              | 2007         |
| Tivoli Friheden                                     | 3              | 2005         |
| Skagen By- og Egnsmuseum                            | 2              | 2005         |